# Casillero

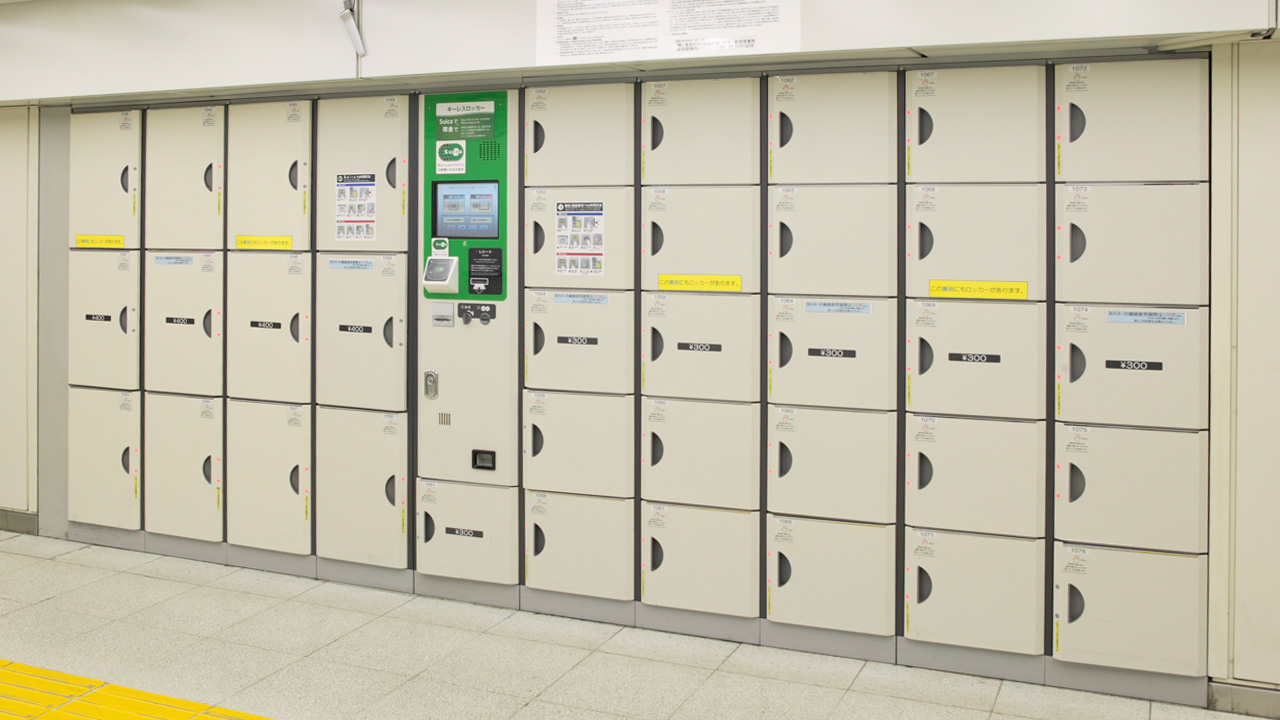
Casilleros en la estación de Shibuya, en Tokio.

Se denomina casillero, taquilla o lóquer al armario o mueble con varios senos, casillas o cajones, que es utilizado en vestuarios y lugares públicos para guardar objetos personales: ropa, bolsas de deporte, bolsos, cascos, libros, maletas, etc. Se fabrican en bloques de uno, los más usados, o más cuerpos, que se colocan formando baterías de múltiples unidades. Cada cuerpo vertical presenta de una a seis puertas según las dimensiones de los enseres que se pretendan guardar en cada compartimento. Los armarios de una sola puerta reciben el nombre de roperos. Disponen de rejillas de ventilación situadas en las puertas o paredes traseras. Suelen estar fabricadas en chapa de acero, plástico o madera.
Debido a que se ubican en vestuarios o zonas comunes, cada puerta dispone de cerradura con llave, candado o cerraduras que funcionan con una moneda o tarjeta o pulsera RFID. Las taquillas controladas con cerraduras que funcionan con tarjeta o pulsera RFID permiten integrarse con el sistema de control de acceso de la instalación, y el usuario puede utilizar la misma tarjeta que usa para entrar. Las taquillas se pueden equipar con subdivisiones internas, barras para colgar perchas, etiqueteros y otros accesorios.
Las taquillas son habituales en los vestidores de un balneario, centro deportivo o gimnasio, hospital, supermercado, farmacia, oficinas, etcétera.